# Ardez
Ardez är en ort och tidigare kommun i  schweiziska kantonen Graubünden. Sedan 2015 ingår den i kommunen Scuol.
Det traditionella språket i Ardez är den rätoromanska dialekten vallader, men under 1900-talet har tyska språket vunnit insteg och är numera modersmål för en fjärdedel av invånarna. Skoleleverna undervisas dock på rätoromanska, vilket också var kommunens officiella administrationsspråk. Kyrkan är sedan 1538 reformert.